# Lauratonema reductum
Lauratonema reductum är en rundmaskart som beskrevs av Gerlach 1953. Lauratonema reductum ingår i släktet Lauratonema och familjen Lauratonematidae. Inga underarter finns listade i Catalogue of Life.